# Kalen (Dlanggu)
Kalen is een bestuurslaag in het regentschap Mojokerto van de provincie Oost-Java, Indonesië. Kalen telt 3328 inwoners (volkstelling 2010).